# Старовинна ялинова алея (Коропський район)
Старови́нна яли́нова але́я — ботанічна пам'ятка природи місцевого значення в Україні. Розташована в межах Коропського району Чернігівської області, при південно-західній околиці села Рихли. 
Площа 0,5 га. Статус дано згідно з рішенням Чернігівського облвиконкому від 27.04.1964 року № 236; від 10.06.1972 року № 303; від 28.08.1989 року № 164. Перебуває у віданні ДП «Холминське лісове господарство» (Понорницьке л-во, кв.  50). 
Статус дано для збереження дворядної алеї ялини європейської. Довжина алеї бл. 170 м. Раніше вона складалася зі 100 дерев (на сьогодні залишилося 77 дерев) заввишки понад 30 м. Алея вела до монастирських печер, які були викопані на схилах ярів і балок.